# Fotoasocjacja
Fotoasocjacja (spektroskopia fotoasocjacji) - proces otrzymywania cząsteczek z atomów pod wpływem pola elektromagnetycznego zazwyczaj generowanego laserem, stosowany do otrzymywania zarówno ultrazimnych cząsteczek o temperaturze poniżej 1 μK, jak i cząsteczek w gazie ultragorących atomów o temperaturach rzędu 1000 K.

## Istota procesu
Fotoasocjacja jest jedną z tzw. pośrednich metod (obok m.in. magnetoasocjacji) otrzymywania gazu ultrazimnych cząsteczek. W przeciwieństwie do metod bezpośrednich, w których startuje się od gazu cząsteczek o większych temperaturach i następnie wykorzystując spowalnianie Starka, sympatyczne chłodzenie lub chłodzenie przez odparowanie dochodzi się do ultraniskich temperatur (podejście jeszcze niezrealizowane eksperymentalnie), w przypadku fotoasocjacji zaczyna się od ochłodzenia gazu atomów do ultraniskich temperatur - procedury dobrze poznanej - a następnie użycia promieniowania laserowego odpowiednio dobranego do przejść elektronowych konkretnego układu. Istotą procesu fotoasocjacji jest bowiem przeniesienie, poprzez oddziaływanie z promieniowaniem elektromagnetycznym (np. lasera, zarówno pracy ciągłej jak i w polu impulsów), układu dwu atomów będących w stanie niezwiązanym, do stanu związanego. Zazwyczaj punktem startowym są atomy oddziałujące poprzez podstawowy stan elektronowy, wzbudzane następnie do jednego ze wzbudzonych stanów elektronowych. Wzbudzanie może zachodzić poprzez absorpcję jednego fotonu (zagadnienie to było dość intensywnie badane zarówno teoretycznie jak i doświadczalnie dla wielu atomów alkalicznych i ziem alkalicznych), jak również przez absorpcję większej liczby fotonów. 

## Ograniczenia fotoasocjacji jako metody otrzymywania zimnych cząsteczek
Największym problemem stojącym na drodze efektywnej produkcji zimnych cząsteczek wykorzystując jednofotonowa fotoasocjacje jest fakt, iż wraz z wzbudzeniami cząsteczkowymi mogą następować wzbudzenia atomowe, gdzie przez wzbudzenie atomowe
rozumiemy przeniesienie układu zderzających się atomów w niezwiązanym elektronowym stanie podstawowym do niezwiązanego stanu wzbudzonego, podczas gdy pisząc wzbudzenie cząsteczkowe mamy na myśli przeniesienie układu rozważanych atomów do związanego stanu wzbudzonego (zwanego dalej cząsteczka). Wzbudzenia atomowe stanowią problem ze względu na uwalnianie się wzbudzonych atomów z pułapki, w której są gromadzone. Tak więc zasadniczym zadaniem optymalizacji procesu fotoasocjacji jest ograniczenie wzbudzeń atomowych, przy jednoczesnym utrzymaniu prawdopodobieństwa wzbudzeń cząsteczkowych na poziomie pozwalającym zastosować
metodę do efektywnej produkcji zimnych cząsteczek. 
Ze względu na postać funkcji falowej startowego stanu niezwiązanych zimnych atomów, współczynniki Franca-Condona w procesie fotoasocjacji są największe dla wzbudzeń do najsłabiej związanych stanów (czyli cząsteczek o największej średniej odległości międzyjądrowej, mogącej dochodzić nawet do kilkuset bohrów), które jednak są o kilka rzędów wielkości mniejsze niż dla wzbudzeń atomowych. Jednocześnie stany słabo związane są energetycznie bardzo podobne do wzbudzonych stanów atomowych, co oznacza, że wzbudzając do słabo związanych stanów cząsteczkowych bardzo trudno uniknąć wzbudzeń atomowych.
Gdyby jednak udało się odwrócić stosunek prawdopodobieństwa wzbudzeń cząsteczkowych do atomowych na korzyść tych pierwszych, wtedy nawet gdyby bezwzględne prawdopodobieństwo fotoasocjacji dla pojedynczego impulsu nie byłoby duże, można by zastosować szereg impulsów akumulujących zimne cząsteczki w pułapce. W celu ograniczenia wzbudzeń atomowych zastąpiono lasery pracy ciągłej przez coraz krótsze impulsy laserowe, modyfikując częstotliwość lasera w trakcie trwania impulsu (ang. chirping), czy kontrolując w bardziej zaawansowany sposób kształt i fazę impulsów. Jednak ze względu na nieskomplikowaną fizykę jednofotonowej fotoasocjacji, spektrum możliwości nie jest zbyt szerokie, dlatego z jednej strony można zwrócić się w stronę procesów wielofotonowych lub z drugiej strony umieścić gaz zimnych atomów w sieci optycznej lokalizującej atomy w przestrzeni, co zwiększa współczynniki Franca-Condona przejść do stanów cząsteczkowych i znacząco zwiększa efektywność procesu otrzymywania ultrazimnych cząsteczek.
Analizując proces fotoasocjacji należy mieć na uwadze, że otrzymuje się w nim cząsteczki we wzbudzonym stanie elektronowym, czyli mającym skończony czas życia. Oznacza to, że pozostawiona cząsteczka po jakimś czasie wyemituje foton i przejdzie do podstawowego stanu elektronowego. Efektem takiej emisji spontanicznej może być otrzymanie układu związanego, z pewnym prawdopodobieństwem w każdym ze stanów oscylacyjnych, lecz prawdopodobieństwo otrzymania układu na powrót w stanie niezwiązanym jest także niezerowe. Rozkład stanów końcowych zależy zarówno od właściwości molekularnych rozpatrywanego układu, jak i od stanu, do którego układ został wzbudzony w procesie fotoasocjacji.